# أمل حياتي
أمل حياتي أغنية لأم كلثوم. غنتها عام 1965، كلمات أحمد شفيق كامل وألحان محمد عبد الوهاب.

## الكلمات
أمل حياتي يا حب غالي ما ينتهيش

يا أحلى غنوه سمعها قلبي ولا تتنسيش

خد عمري كله بس النهارده خليني اعيش

خليني جنبك خليني في حضن قلبك خليني

وسيبني أحلم سيبني ياريت زماني ما يصحنيش

أمل حياتي .. عينيا .. يا أغلى مني عليا

يا حبيب امبارح وحبيب دلوقتي

يا حبيبي لبكره ولأخر وقتي

احكي لي .. قول لي

أيه من الأماني ناقصني تاني وأنا بين اديك

عمري ما دقت حنان في حياتي زي حنانك

ولا حبيت يا حبيبي حياتي إلا عشانك

وقابلت آمالي وقابلت الدنيا وقابلت الحب

أول ما قبلتك واديتك قلبي يا حياة القلب

أكثر م الفرح ده ما حلمش أكثر م اللي انا فيه ما اطلبش

بعد هنايا معاك يا حبيبي لو راح عمري أنا ماندمش

وكفاية أصحى على ابتسامتك بتقوللي عيش

أسمعها غنوة تقول لحبي ما ينتهيش

خليني جنبك خليني .. في حضن قلبك خليني

وسيبني أحلم سيبني ياريت زماني ما يصحنيش

ياللي حبك خلا كل الدنيا حب

ياللي قربك صحى عمر وصحى قلب

وأنت معايا يصعب عليه رمشة عنيه ولا حتى ثانية

يصعب عليه ليغيب جمالك ويغيب دلالك ولو شوية

قد كده مشتاق إليك قد كده ملهوف عليك

نفسي أندهلك بكلمه ما تقالتش لحد تاني

كلمه قد هواك ده كله قد أشواقي وحناني

كلمة زيك واللي زيك فين ده أنت زيك ما اتخلقش اتنين

وكفاية أصحى على ابتسامتك بتقولي عيش

أسمعها غنوة تقول لحبي ما ينتهيش

وسيبني أحلم سيبني .. ياريت زماني ما يصحنيش

خليني جنبك خليني .. في حضن قلبك خليني

يا حبيبي مهما طال عمري معاك

برضه أيامه قليله

دي السعادة والحنان اللي في هواك

ما يقضيهاش أجيال طويله

حبك يا حبيبي ملا قلبي وفكري

بينور ليلي ويطول عمري

بيزيد.. بيزيد في غلاوته دايماً بيزيد

وتملي جديد في حلاوته وتمللي جديد

إنت خليتني أعيش الحب وياك ألف حب

كل نظره إليك بحبك من جديد وأفضل احب

أنا حبيت في عنيك الدنيا

كل الدنيا حتى عوازلي أو حسادي

كل الناس حلوين في عينه حلوين

طول ما عنيه شايفه الدنيا وأنت قصادي

وأنام وأصحى على شفايفك بتقوللي عيش

أسمعها غنوه تقول لحبي ما تنتهيش

خليني جنبك خليني .. في حضن قلبك خليني

وسيبني أحلم .. ياريت زماني ما يصحنيش